# 사랑의 유람선 (1977년 드라마)
《사랑의 유람선》(영어: The Love Boat)은 ABC에서 1977년 9월 24일부터 1986년 5월 24일까지 방영한 미국의 로맨틱 코미디 드라마 텔레비전 시리즈이다.
1971년 시 벤처(Sea Venture)라는 이름으로 건조되었으며 1975년 이름이 퍼시픽 프린세스(Pacific Princess)로 변경되었던 유람선이 배경이다. 해당 유람선은 그 뒤 이름이 몇 차례 더 변경되었으며 2013년 해체되었다.
이 시리즈는 현재 파라마운트 글로벌 산하의 CBS 미디어 벤처스를 통해 배급되고 있다.
대한민국에서는 1980년대에 MBC에서 방영되었다.

## 개요
메릴 스투빙 선장과 승무원들은 매 화 새로 등장하는 특별 출연 배우들이 연기하는 승객들과 사랑 문제가 엮인 소동, 흥미로운 모험, 다채로운 사연 등을 겪는다.

## 출연진
메인
- 개빈 매클라우드 - 메릴 스투빙 역
- 테드 랜지 - 아이작 워싱턴 역
- 질 휄런 - 비키 스투빙 역
- 테드 맥긴리 - 애슐리 “에이스” 커빙턴 에번스 역

게스트
- 재닛 게이너
- 루스 고든
- 올리비아 더해빌런드
- 샌디 데니스
- 패티 듀크
- 루이제 라이너
- 테리사 라이트
- 팀 로빈스
- 진저 로저스
- 도나 리드
- 클로리스 리치먼
- 리타 모레노
- 레이 밀런드
- 존 밀스
- 앤 백스터
- 레드 버튼스
- 캐시 베이츠
- 어니스트 보그나인
- 이바 마리 세인트
- 돈 어미치
- 제인 와이먼
- 셸리 윈터스
- 폴 윌리엄스
- 셜리 존스
- 제이미 리 커티스
- 조지 케네디
- 클레어 트레버
- 호세 페레르
- 조앤 폰테인
- 톰 행크스
- 헬렌 헤이스
- 설레스트 홈